# Rhyacophila lurella
Rhyacophila lurella là một loài Trichoptera trong họ Rhyacophilidae. Chúng phân bố ở miền Tân bắc.